# Plectris similis
Plectris similis är en skalbaggsart som beskrevs av Frey 1973. Plectris similis ingår i släktet Plectris och familjen Melolonthidae. Inga underarter finns listade i Catalogue of Life.